# Arthur Brill
Arthur Brill (ur. 22 stycznia 1883 w Grudziądzu, zm. 19 września 1956 w Berlinie) – niemiecki polityk, deputowany do landtagu Prus i gdańskiego Volkstagu.

## Życiorys
W latach 1906–1908 był przewodniczącym związku zawodowego pracowników budowlanych w Grudziądzu, a w latach 1908–1933 zajmował to samo stanowisko w Gdańsku.
W 1919 roku objął mandat deputowanego do landtagu Prus, sprawował go do 1921. Poseł do Volkstagu w latach 1920–1937. Przewodniczący Zarządu Krajowego Socjaldemokratycznej Partii Wolnego Miasta Gdańska w latach 1920–1933. W latach 1919–1936 radny Oruni.
W 1933 roku skazany "za zdradę" przez nazistowskie władze Wolnego Miasta na rok więzienia. Po delegalizacji partii socjaldemokratycznej, umieszczony w areszcie domowym od grudnia 1936 do marca 1937, pod zarzutem nielegalnego posiadania broni. Wypuszczony na wolność po zrzeczeniu się mandatu do Volkstagu.